# Staatsregeling
Die Staatsregeling (niederländisch) ist ein Teil der jeweiligen Verfassungen der Länder Aruba, Curaçao und Sint Maarten des Königreichs der Niederlande.

## Geschichte
Bis zur Einführung des Statuut voor het Koninkrijk der Nederlanden im Jahr 1954 bestand das Königreich der Niederlande aus den Niederlanden und seinen Kolonien. Die Verfassung war das Grondwet voor het Koninkrijk der Nederlanden von 1815. Gemäß Kapitel XI (Artikel 73 und 74) der Charta der Vereinten Nationen war das Königreich unter anderem zur Dekolonialisierung verpflichtet.
Zwischen dem Königreich und den Kolonien Suriname und Niederländische Antillen wurde das statuut vereinbart. Es regelt seither alle grundsätzlichen Angelegenheiten des Königreichs. Die Verfassungen setzen sich seither zusammen aus dem (übergeordneten) statuut und dem grondwet (im Königreich und im Land Niederlande) bzw. der staatsregeling der jeweiligen Länder.